# Uroctonites giulianii
Espèce
Uroctonites giulianii est une espèce de scorpions de la famille des Vaejovidae.

## Distribution
Cette espèce est endémique de Californie aux États-Unis. Elle se rencontre dans les comtés d'Inyo et de Mono  dans les monts White, les monts Inyo et sur le versant Est de la Sierra Nevada.

## Description
La femelle holotype mesure 36 mm et le mâle paratype 35 mm.

## Étymologie
Cette espèce est nommée en l'honneur de Derham Giuliani.

## Publication originale
- William & Savary, 1991 : « Uroctonites, a new genus of scorpion from western North America (Scorpiones: Vaejovidae). » Pan-Pacific Entomologist, vol. 67, no 4, p. 272-287 (texte intégral).